# 沈力
沈力（1933年—2020年7月28日），原名沈立环，女，江苏吴江人，中华人民共和国第一位电视播音员，又是第一位电视专栏节目主持人，被称为“电视播音主持的‘第一滴水’”。原中国视协主持人专业委员会副主任。

## 生平

### 早年经历
沈力出身名门；她的曾祖父是曾在清朝末期担任军机大臣的沈桂芬。沈家的家境到沈力父亲这一辈时，虽然已经落败了；但是传统的家风却依旧熏陶着沈力幼年的成长。1949年1月，解放军进驻北平，沈力报名参军。在经过短期培训后，她随“中国人民解放军南下工作团”南下。由于性格较为开朗、活泼，沈力被安排在文工团当演员。军营的生活培养锻炼了沈力，她随军先后在河南、湖南、广西等地活动；当年8月，获批准加入新民主主义青年团（即今天的共青团）。中华人民共和国建国后，沈力所在文工团更名为“桂林军政大学文工团”，为解放军官兵表演节目。1952年初，她又被调往“武汉高级步兵学校文工团”。两年后，沈力获得机会，从而进入中国人民解放军总政治部歌舞团；回到了已阔别三年的北京。

### 半个世纪的“电视人”
1957年，从部队转业后，沈力考入中央人民广播电台播音组学习播音，开始了她近半个世纪的播音主持生涯。1958年，沈力调入正在组建的原北京电视台（今中央电视台的前身），成为中国的第一位电视播音员，时年25岁。在电视台刚成立的两年中，只有沈力一位播音员；无论是播新闻、社教、文艺、体育节目，还是节日庆祝实况、大型文艺晚会的转播，都由她来主持。
1983年，50岁的沈力走上中央电视台栏目《为您服务》主持人的岗位，已年届50岁的沈力，又成为中国大陆第一位专栏节目主持人。栏目很快得到观众认可和喜爱，深人人心。在节目开播当年的六月份，中央电视台共收到观众信件7248封，而其中有3300多封是寄给沈力的。1993年10月，已经离休的沈力，被请回中央电视台，成为《夕阳红》栏目首位主持人。栏目开播半年后，《夕阳红》已经可以和新闻事实名牌节目《东方时空》一起，成为中央电视台白天收视率最高的栏目。1995年，沈力荣获“中国广播电视协会”授予的第二届“金话筒”特殊荣誉奖。
2003年，新任国务院总理温家宝到中央电视台视察工作时，曾为这位“中国电视播音第一人”的沈力主动让座。